# Bíró Imre (kézilabdázó)
Bíró Imre (Hajdúböszörmény, 1959. december 20. –) világbajnoki ezüstérmes magyar kézilabdakapus.

## Játékos pályafutása
Tizennyolc évesen a Debreceni Dózsában kezdett kézilabdázni. Csapatával 1979-ben Magyar Népköztársasági kupát nyert. 1983 nyarán bevonult katonának és a Bp. Honvéd játékosa lett. 1984-ben második volt  magyar bajnokságban. 1985 márciusában leszerelt és a Tatabányai Bányászba igazolt. A válogatottban 1985 októberében Ausztria ellen mutatkozhatott be. 1986-ban ezüstérmes lett a világbajnokságon. 1988-ban negyedik helyezést ért el az olimpián. 1989-ben második volt a magyar kupában. 1989 nyarán a spanyol elsőosztályú Naranco Oviedóhoz szerződött. 1990-ben hatodik volt a világbajnokságon. 1991-től a CB Guadalajarában szerepelt. Az barcelonai olimpián hetedik helyen végzett. 1993-ban szerepelt a világbajnokságon. 1993-ban az Ademar Leon szerződtette. 1995-ben hazatért és a Dunaferr játékosa lett. 1996 májusában bejelentette, hogy befejezi a játékos pályafutását.

## Edzőként
1996 őszétől a DVSC női csapatának és a Nyíregyházi KC kapusedzője lett. 1997-ben Csík János mellett a magyar női válogatott kapusedzője volt. 1998 áprilisától a Nyíregyháza vezetőedzője lett. 1999-ben Vass Sándor mellett kapusedzőként tevékenykedett a férfi válogatottnál. 1999 nyarától a DVSC vezetőedzőjének nevezték ki. 2000 áprilisában, négy fordulóval a bajnokság vége előtt lemondott a posztjáról. Ezt követően a TEKA munkatársaként helyezkedett el. 2005 nyarán ismét DVSC vezetőedzője lett. 2007 februárjában a klub felmentette a beosztásából. 2008 nyarától a Debreceni KSE kapusedzője, majd 2009 májusától két évig a vezetőedzője volt. Ezután ismét a DVSC kapusedzője lett. 2012-ben ugyanitt vezetőedzőnek nevezték ki. 2013 nyarán ismét kapusedzőnek nevezték ki. 2015-ben a Gyöngyös KK kapusedzője lett. Ezt követően a Debreceni Egyetem Sporttudományi Koordinációs Intézetében dolgozott.

## Eredményei
- 1979. MNK győztes
- 1984. magyar bajnoki ezüstérem
- 1989. MNK ezüstérem

- 1982 főiskolai vb 6. helyezés
- 1986. vb 2. helyezés
- 1988. olimpia 4. helyezés
- 1990. vb 6. helyezés
- 1992. olimpia 7. helyezés
- 1993. vb 11. helyezés

## jegyzetek
1. ↑  A kapu őrei.  Dolgozók Lapja,  XLIII. évf.  215. sz. (1988. szeptember 8.)   8. o.
2. ↑  Eredmények.  Népsport,  XXXV. évf.  84. sz. (1979. április 11.)   4. o.
3. ↑  D. Dózsa-Bp. Spartacus.  Hajdú-Bihari Napló,  XL. évf.  207. sz. (1983. szeptember 2.)   7. o.
4. ↑  A Népsport jelenti.  Népsport,  XLI. évf.  51. sz. (1985. március 1.)   9. o.
5. ↑  Bíró kiléphet Hoffmann árnyékából.  Dolgozók Lapja,  XLI. évf.  46. sz. (1986. február 24.)   7. o.
6. ↑  Már a  jövő csapata alakul?  Népsport,  XLV. évf.  191. sz. (1989. augusztus 13.)   9. o.
7. ↑  Új hálóőr Dunaújvárosban.  Népsport,  VI. évf.  243. sz. (1995. szeptember 6.)   7. o.
8. ↑  Bíró Imrére számít a kapitány.  Nemzeti Sport,  VII. évf.  121. sz. (1996. május 3.)   7. o.
9. ↑  Bíró Imre.  Nemzeti Sport,  VII. évf.  277. sz. (1966. október 10.)   6. o.
10. ↑  Rácznak még nincs szerződése.  Kelet-Magyarország,  LIII. évf.  165. sz. (1996. július 16.)   13. o.
11. ↑  Fissékkel nagy halakat fogtak.  Kelet-Magyarország,  LV. évf.  95. sz. (1998. április 23.)   10. o.
12. ↑  Első kézből.  Nemzeti Sport,  X. évf.  191. sz. (1999. július 15.)   10. o.
13. ↑  Lemondott Bíró Imre.  Hajdú-Bihari Napló,  LVII. évf.  80. sz. (2000. április 5.)   1. o.
14. ↑  Edző nélkül maradtak a Loki kézisei.  Hajdú-Bihari Napló,  LVII. évf.  80. sz. (2000. április 5.)   9. o.
15. ↑  Bíró Imre a Loki élén.  Nemzeti Sport,  CIII. évf.  169. sz. (2005. június 22.)   8. o.
16. ↑  Edzőváltás  Debrecenben.  Nemzeti Sport,  CV. évf.  37. sz. (2007. február 7.)   9. o.
17. ↑  Pályán a DKSE.  Hajdú-Bihari Napló,  LXV. évf.  189. sz. (2008. augusztus 13.)   11. o.
18. ↑  Lemondott a DKSE vezetőedzője.  Hajdú-Bihari Napló,  LXVI. évf.  107. sz. (2009. május 8.)   10. o.
19. ↑  Bíró Imre a DVSC kispadján.  Hajdú-Bihari Napló,  LXIX. évf.  161. sz. (2012. július 11.)   1. o.
20. ↑  „Masszív” DVSC alakul.  Hajdú-Bihari Napló,  LXX. évf.  155. sz. (2013. július 5.)   9. o.
21. ↑  Röviden.  Heves Megyei Hírlap,  XXVI. évf.  107. sz. (2015. május 8.)   15. o.
22. ↑  A jó kapusok bátrak és okosak.  Hajdú-Bihari Napló,  LXXIV. évf.  137. sz. (2017. június 15.)   10. o.